# (6792) Akiyamatakashi
(6792) Akiyamatakashi (1991 WC) – planetoida z pasa głównego asteroid okrążająca Słońce w ciągu 3,66 lat w średniej odległości 2,38 j.a. Odkryta 30 listopada 1991 roku.